# Xuân Sơn Nam
Xuân Sơn Nam là một xã thuộc huyện Đồng Xuân, tỉnh Phú Yên, Việt Nam.
Xã Xuân Sơn Nam có diện tích 26,78 km², dân số năm 1999 là 5961 người, mật độ dân số đạt 223 người/km².

## Hành chính
Xã Xuân Sơn Nam được chia thành 5 thôn: Tân An, Tân Hòa, Tân Long, Tân Phú, Tân Vinh.